# Iowa (album)
Iowa è il secondo album in studio del gruppo musicale statunitense Slipknot, pubblicato il 28 agosto 2001 dalla Roadrunner Records.
Nel giugno del 2017 la rivista Rolling Stone ha collocato l'album alla cinquantesima posizione dei 100 migliori album metal di tutti i tempi, e nel 2023 la rivista Loudwire l'ha inserito al quarto posto nella sua lista dei 50 migliori album nu metal di sempre.

## Registrazione
Iowa venne registrato e prodotto ai Sound City e Sound Image Studios di Los Angeles sotto la supervisione del produttore Ross Robinson, che si era già occupato della produzione del precedente album di debutto. Il batterista Joey Jordison e il bassista Paul Gray cominciarono a lavorare insieme al nuovo materiale nell'ottobre del 2000, scrivendo gran parte del disco. Durante questo periodo, gli altri membri degli Slipknot si presero una pausa dopo l'estenuante tournée che era seguita alla pubblicazione dell'omonimo album, entrando in studio il successivo 17 gennaio 2001. L'album fu il primo a figurare il chitarrista Jim Root coinvolto già nella fase di composizione, da lui definita «allo stesso tempo entusiasmante e spaventosa» in quanto avvertiva molta pressione da parte dell'altro chitarrista Mick Thomson affinché suonasse bene.
Tale periodo fu uno dei peggiori nella carriera degli Slipknot. Jordison dichiarò a posteriori che all'epoca «c'era una sorta di guerra in atto nella band», citando la mancanza di riposo per lui e Gray. Altri fattori, inclusi l'alcolismo del cantante Corey Taylor, avvelenarono le relazioni personali all'interno della band, come spiegò il percussionista Shawn Crahan: «Registrare Iowa fu un fottuto inferno! Io volevo suicidarmi. C'erano droghe, puttane, rock 'n' roll, e tutta quella merda. La gente si aspettava così tanto da noi. People = Shit era la nostra maniera di dire: "Fottetevi e lasciateci in pace"». Lo stesso Taylor puntualizzò spiegando che «Non c'era niente di divertente in Iowa. All'improvviso eravamo diventati queste star del metal del cazzo e non lo avevamo veramente previsto... Fummo tutti risucchiati nello stile di vita da rockstar senza essere pronti, con tutti i problemi e gli eccessi ad esso correlati. C'era un'atmosfera tetra all'inizio di Iowa che nessuno di noi riusciva a percepire». Nonostante ciò, Jordison notò che l'album «persino più del primo disco, era l'album che tutti noi volevamo fare».
Nelle fasi di registrazione, Taylor si calò in specifiche situazioni particolari al fine di ottenere performance adatte ai brani dell'album: per l'omonimo Iowa si vomitò addosso completamente nudo e si tagliò con dei cocci di vetro di un bicchiere. «Così esce la roba migliore», egli spiegò. «Bisogna distruggere se stessi per creare qualcosa di grande». Mentre produceva l'album, Ross Robinson si infortunò cadendo dalla bicicletta, fratturandosi una vertebra della schiena. Tornò in studio dopo un ricovero di un giorno in ospedale, notoriamente «portandosi dietro tutto il dolore e mettendolo nell'album», con grande ammirazione degli Slipknot.

## Concezione
L'album inizia con l'introduzione (515), numero che indica il prefisso dello stato dell'Iowa. Subito dopo parte People = Shit, brano caratterizzato da potenti e incessanti colpi percussionisti e chitarre altamente distorte; questo brano è particolare perché è caratterizzato da forti elementi death metal e da ritmi estremi, ma la sonorità rientra sempre nel nu metal tipico degli Slipknot.
In alcuni brani sono anche presenti, seppur in minor parte, influenze che ricordano molto il black metal.

## Pubblicazione
Prima della pubblicazione dell'album, ci furono alcune speculazioni su quale sarebbe stato il titolo del disco e da alcune fonti fu indicato come possibile nome Nine Men, One Mission. Il titolo ufficiale Iowa venne annunciato poco tempo dopo e la band motivò la scelta dichiarando di aver voluto omaggiare lo Stato natale dei membri del gruppo. Gli Slipknot dichiararono che l'Iowa era la fonte della loro energia, e di aver deciso consapevolmente di rimanervi, in parte per paura di perdere l'ispirazione artistica e la direzione creativa. Anche la traccia d'apertura dell'album, (515) è un riferimento allo stato nativo, essendo il prefisso telefonico dell'Iowa.
Inizialmente, la pubblicazione dell'album era stata programmata per il 19 giugno 2001, preceduta da una breve tournée. Tuttavia, il processo di missaggio necessitò più tempo del previsto, causando la posticipazione dell'uscita del disco e la cancellazione del mini-tour. L'album fu pubblicato il 28 agosto 2001, venendo promosso dall'Iowa World Tour, che incluse anche un'esibizione all'annuale Ozzfest e un tour statunitense in congiunta con i System of a Down. Prima dell'uscita del disco, il gruppo rese disponibile gratuitamente attraverso il proprio sito il brano The Heretic Anthem: l'offerta era limitata a 666 copie, gratuitamente distribuite a partire dal 15 maggio 2001 a chi ne avesse fatto richiesta fino ad esaurimento scorte. Il primo singolo ufficiale estratto dall'album fu Left Behind, seguito da My Plague, per l'occasione rivisitata ed inserita nella colonna sonora del film Resident Evil.

## Tracce
Testi e musiche degli Slipknot.
1. (515) – 0:59
2. People = Shit – 3:35
3. Disasterpiece – 5:08
4. My Plague – 3:40
5. Everything Ends – 4:14
6. The Heretic Anthem – 4:14
7. Gently – 4:54
8. Left Behind – 4:01
9. The Shape – 3:37
10. I Am Hated – 2:37
11. Skin Ticket – 6:41
12. New Abortion – 3:36
13. Metabolic – 3:59
14. Iowa – 15:03

Traccia bonus nell'edizione giapponese
1. Liberate (Live) – 4:25

### 10th Anniversary Edition (2011)
CD 1 – Iowa
1. (515) – 0:59
2. People = Shit – 3:35
3. Disasterpiece – 5:08
4. My Plague – 3:40
5. Everything Ends – 4:14
6. The Heretic Anthem – 4:13
7. Gently – 4:54
8. Left Behind – 4:01
9. The Shape – 3:37
10. I Am Hated – 2:37
11. Skin Ticket – 6:41
12. New Abortion – 3:36
13. Metabolic – 3:59
14. Iowa – 15:04
15. My Plague (New Abuse Mix) – 3:02

CD 2 – Disasterpieces (Live at London Arena, 2002)
1. (515) – 4:04
2. People = Shit – 3:36
3. Liberate – 3:37
4. Left Behind – 3:38
5. Eeyore – 2:38
6. Disasterpiece – 5:22
7. Purity – 5:26
8. Gently – 4:35
9. Eyeless – 4:57
10. Drum Solo – 3:59
11. My Plague – 3:47
12. New Abortion – 4:22
13. The Heretic Anthem – 4:59
14. Spit It Out – 7:44
15. Wait and Bleed – 3:27
16. 742617000027 – 1:44
17. (sic) – 4:21
18. Surfacing – 5:34

DVD
1. Goat – 61:13

- Music Videos

1. Left Behind – 3:36
2. My Plague – 2:56
3. People = Shit (Live) – 3:36
4. The Heretic Anthem (Live) – 4:01

## Formazione
- (#0) Sid Wilson – giradischi, voce (traccia 1)
- (#1) Joey Jordison – batteria, missaggio
- (#2) Paul Gray – basso
- (#3) Chris Fehn – percussioni, cori
- (#4) Jim Root – chitarra
- (#5) Craig Jones – campionatore
- (#6) Shawn Crahan – percussioni, cori
- (#7) Mick Thomson – chitarra
- (#8) Corey Taylor – voce

## Classifiche
| Classifica (2001-21)       | Posizione massima |
| -------------------------- | ----------------- |
| Australia                  | 2                 |
| Austria                    | 8                 |
| Belgio (Fiandre)           | 4                 |
| Belgio (Vallonia)          | 7                 |
| Canada                     | 1                 |
| Danimarca                  | 19                |
| Finlandia                  | 3                 |
| Francia                    | 7                 |
| Germania                   | 4                 |
| Italia                     | 5                 |
| Norvegia                   | 12                |
| Nuova Zelanda              | 5                 |
| Paesi Bassi                | 15                |
| Portogallo                 | 27                |
| Regno Unito                | 1                 |
| Regno Unito (rock & metal) | 1                 |
| Stati Uniti                | 3                 |
| Svezia                     | 10                |
| Svizzera                   | 13                |